# نازک‌پوش‌ماهیان
نازک‌پوش‌ماهیان (نام علمی: Petalichthyida) نام یک راسته از رده پلمه‌پوستان است.